# CA-655
La CA-655 es una carretera autonómica de Cantabria perteneciente a la Red Local y que sirve de acceso a la población de Bustablado.

## Nomenclatura

Indicador

Su nombre está formado por las iniciales CA, que indica que es una carretera autonómica de Cantabria, y el dígito 655 es el número que recibe según el orden de nomenclaturas de las carreteras de la comunidad autónoma. La centena 6 indica que se encuentra situada en el sector comprendido entre las carreteras nacionales N-634 al norte, N-623 al oeste y N-629 al este, y el límite con la provincia de Burgos al sur.

## Historia
Su denominación anterior era S-532.

## Trazado actual
Tiene su origen en la intersección con la CA-261 situada a un kilómetro del núcleo de Arredondo sentido La Cavada al inicio del ascenso al puerto de Alisas y su final en el núcleo de Bustablado, localidad situada en el término municipal de Arredondo, municipio por el que discurre la totalidad de su recorrido de 3,1 kilómetros.
Su inicio se sitúa a una altitud de 231 m s. n. m. y el fin de la vía está situada a 240 m s. n. m. La carretera discurre en paralelo con el cauce del río Bustablado, sobre el que cruza en la zona del núcleo urbano.
La carretera tiene dos carriles, uno para cada sentido de circulación, y una anchura total de 5 metros sin arcenes. No dispone de marca vial en el eje de la vía que delimite ambos carriles

## Actuaciones
Durante el período de vigencia del III Plan de Carreteras y dentro del programa de mejora de plataforma en la Red Local, se ejecutó dicha actuación en la carretera CA-655 ampliando la calzada de 4 m a 5 m. Así, el 1 de marzo de 2004 se realizó el anuncio de licitación para el acondicionamiento de esta carretera, junto a la pavimentación y urbanización en el núcleo urbano de Cires (Lamasón).

## Transportes
La siguiente línea de transporte público circula a lo largo de la carretera CA-655 disponiendo una parada en el recorrido de la misma:
- Turytrans: Ramales - Arredondo.

## Recorrido y puntos de interés
En este apartado se aporta la información sobre cada una de las intersecciones de la CA-655 así como otras informaciones de interés.
| Esquema          | PK  | Sentido Bustablado (creciente) | Sentido Bustablado (creciente) | Sentido Bustablado (creciente)        | Sentido Bustablado (creciente)        | Sentido CA-261 (decreciente)          | Sentido CA-261 (decreciente)          | Sentido CA-261 (decreciente) | Sentido CA-261 (decreciente) | Incidencias |
| Esquema          | PK  | Velocidad                      | Elemento                       | Salida                                | Salida                                | Salida                                | Salida                                | Elemento                     | Velocidad                    | Incidencias |
| Esquema          | PK  | Velocidad                      | Elemento                       | Dir.                                  | Nombre                                | Nombre                                | Dir.                                  | Elemento                     | Velocidad                    | Incidencias |
| ---------------- | --- | ------------------------------ | ------------------------------ | ------------------------------------- | ------------------------------------- | ------------------------------------- | ------------------------------------- | ---------------------------- | ---------------------------- | ----------- |
|                  | 0,0 |                                |                                |                                       | CA-655 BUSTABLADO                     | CA-261 LA CAVADA                      |                                       |                              |                              |             |
| CA-261 ARREDONDO | 0,0 |                                |                                |                                       | CA-655 BUSTABLADO                     |                                       |                                       |                              |                              |             |
|                  | 2,0 |                                |                                | BUSTABLADO                            | BUSTABLADO                            | BUSTABLADO                            | BUSTABLADO                            |                              |                              |             |
|                  | 2,8 |                                |                                | Río Bustablado                        | Río Bustablado                        | Río Bustablado                        | Río Bustablado                        |                              |                              |             |
|                  | 3,1 |                                |                                | Bustablado-El Avellanal (código 8101) | Bustablado-El Avellanal (código 8101) | Bustablado-El Avellanal (código 8101) | Bustablado-El Avellanal (código 8101) |                              |                              |             |
|                  | 3,1 |                                |                                | Final de la carretera en Bustablado   | Final de la carretera en Bustablado   | Final de la carretera en Bustablado   | Final de la carretera en Bustablado   |                              |                              |             |